# Nesoryzomys
Genre
Nesoryzomys est un genre de rongeurs de la famille des Cricétidés. Elles sont localisées aux Galapagos.

## Liste des espèces
- Nesoryzomys darwini Osgood, 1929 - Rat de rizière de Darwin (éteint : 1945)
- Nesoryzomys fernandinae Hutterer and Hirsch, 1979 - rat de l'île Fernandina (déclaré éteint en 1996, redécouvert quelques années plus tard)
- Nesoryzomys indefessus (Thomas, 1899) - Rat de rizière infatigable (éteint :1945)
- Nesoryzomys swarthi Orr, 1938